# Keldufjall
Keldufjall är en udde i Färöarna (Kungariket Danmark).   Den ligger i sýslan Norðoyar, i den nordöstra delen av landet, 40 km nordost om huvudstaden Tórshavn. Keldufjall ligger på ön Svínoy.
Terrängen inåt land är kuperad. Havet är nära Keldufjall åt nordost.  Närmaste större samhälle är Klaksvík, 15,0 km sydväst om Keldufjall. 